# Ahraura
Ahraura é uma cidade e um município no distrito de Mirzapur, no estado indiano de Uttar Pradesh.

## Geografia
Ahraura está localizada a 25° 01′ N, 83° 01′ L. Tem uma altitude média de 87 metros (285 pés).

## Demografia
Segundo o censo de 2001, Ahraura tinha uma população de 23,142 habitantes. Os indivíduos do sexo masculino constituem 52% da população e os do sexo feminino 48%. Ahraura tem uma taxa de literacia de 52%, inferior à média nacional de 59.5%; com 63% para o sexo masculino e 37% para o sexo feminino. 18% da população está abaixo dos 6 anos de idade.